# 韩匡美
韩匡美，蓟州玉田县（今河北省唐山市玉田县）人，辽朝政治人物，韩知古的儿子，韩匡嗣的弟弟。
保宁三年（971年）正月，南京统军使、魏国公韩匡美被辽景宗封为邺王。韩匡美官至燕京统军使、天雄军节度管内处置等使、开府仪同三司、检校太师、兼政事令、行魏州大都督府长史、上柱国，赐号协谋守正翊卫忠勇功臣。

## 家庭
- 妻：秦国太夫人，生二男一女。
  - 子：韩瑜
    - 孙：韓橁

  - 子：韩瑀，左监门卫将军，早亡
  - 女儿嫁给侍中刘宋州的儿子
- 妻：邺王妃萧氏，原为耶律李胡的失爱之嫔，淳钦皇后述律平之侄女，生二男一女。
  - 儿子幼亡
  - 女儿嫁给张侍中孙、左监门卫大将军、知檀州刺史事张崇一
- 妻：魏国夫人萧氏，邺王妃侄女